# Lydella arcuata
Lydella arcuata là một loài ruồi trong họ Tachinidae.